# أوليفييه لي ماي
أوليفييه لي ماي (بالفرنسية: Olivier Le May)‏ هو رسام ونقاش فرنسي، ولد في 26 مايو 1734 في فالنسيان في فرنسا، وتوفي في 1797 في باريس في فرنسا.